# Direito digital
O direito digital é o resultado da relação entre a ciência do Direito e a Ciência da Computação sempre empregando novas tecnologias. Trata-se do conjunto de normas, aplicações, conhecimentos e relações jurídicas, oriundas do universo digital. Como consequência desta interação e a comunicação ocorrida em meio virtual, surge a necessidade de se garantir a validade jurídica das informações prestadas, bem como das transações, através do uso de certificados digitais. A tecnologia também foi capaz de outorgar aos profissionais do Direito, ferramentas computacionais que simplificaram e aperfeiçoaram suas tarefas. Entretanto, essa mesma tecnologia inovou e potencializou a ocorrência de crimes, como a violação de direito autoral. Buscando a materialidade e autoria dos delitos praticados neste ambiente, estudiosos de ambas as áreas se unem na análise forense computacional.

## Definições
A advogada Patricia Peck, conceitua Direito Digital como: "O Direito Digital consiste na evolução do próprio Direito, abrangendo todos os princípios fundamentais e institutos que estão vigentes e são aplicadas até hoje, assim como introduzindo novos institutos e elementos para o pensamento jurídico, em todas as suas áreas (Direito Civil, Direito Autoral, Direito Comercial, Direito Contratual, Direito Econômico, Direito Financeiro, Direito Tributário, Direito Penal, Direito Internacional etc).
O direito digital é uma evolução do próprio direito, vez que não se trata de uma nova área, mas sim de todas as áreas já existentes e conhecidas no âmbito jurídico que diante dos fatos e evolução passam a integrar questões tecnológicas. Assim, o Direito Digital abrange todos os princípios fundamentais e institutos que estão vigentes e são aplicados até hoje, assim como também introduz novos institutos e elementos para o pensamento jurídico, em todas as suas áreas.

Já na visão do especialista em Direito Digital, Dr. Paulo Purkyt:
"Muito se tem falado sobre o Direito Digital chegando alguns a entender como uma “área do Direito”, contudo é certo que hoje o Direito Digital não possui autonomia científica, ou seja, não possui institutos, fins, objeto e princípios informativos próprios, que não se confundem com os existentes em outras áreas do Direito.

Desta forma, o Direito Digital não se trata de uma nova área do Direito, mas de uma nova visão, que pode ser entendida como um vetor que afeta a relação entre as pessoas (físicas e/ou jurídicas) devido à utilização intensiva de tecnologia e que, em consequência, afeta o Direito de cada um desses atores."

## Exemplos de aplicações
O Direito Digital é multidisciplinar, conforme exemplos
- Constitucional: como fica a questão de privacidade quanto ao monitoramento de emails?;
- Tributária: impostos sobre transações online;
- Penal: crimes de calúnia, injúria, entre outros, cometidos por meio da internet;
- Código de Defesa do Consumidor: compartilhar banco de dados com informações do consumidor;
- Direitos Autorais: baixar música pela internet sem autorização do autor ou o detentor dos direitos patrimoniais.
- Trabalhista: empregado que curte ou compartilha informação desabonadora do empregador pode ser demitido por justa causa[5].
- Empresarial: empresas terceirizadas não estão em conformidade com as normas de uso/acesso aos dados pessoais dos Cliente.

É válido ressaltar a íntima ligação entre o Direito do Consumidor e o Direito Digital atualmente:
Direito do Consumidor – a proteção aos direitos do consumidor deve ser estendida às relações de consumo estabelecidas via Internet, o que denota maior evidência e importância para o entrelaçamento entre as duas matérias que devem caminhar juntas, para que a referida relação permaneça pautada pelos princípios do Direito.